# Meteorologiåret 1894

## Händelser

### Mars
- 31 mars – Hela +  18.0° C uppmäts i Göteborg, Sverige [1].

### September
- 1 september – Torkan i Minnesota, USA orsakar bränder [2].

## Födda
- 24 augusti – Rudolf Geiger, tysk meteorolog och klimatolog.
- okänt datum – Sigurd Evjen, norsk meteorolog.
- okänt datum – Félix Chemla Lamèch, fransk meteorolog och selenograf.
- okänt datum – Grady Norton, amerikansk meteorolog.

## Avlidna
- 14 december – Francesco Denza, italiensk meteorolog och astronom.